# 呂紫劍
呂紫劍（1893年11月22日—2012年10月21日），原名呂長貴，號稱長江大俠，湖北宜昌人，中國武術家、中醫師，自稱曾任中華民國少將、遊身八卦掌第三代傳人、武當派八卦門第十六代掌門，未經證實超級人瑞，並自述猶如近代武打片電影公式的武俠事跡，為行俠仗義而打死過四人，一位北京流氓，一位湖北沙市惡霸、一名日本浪人、一名美國將軍保鑣，卻被質疑真實性。
呂紫劍也宣稱為全球最年長者，但未經老年醫學研究組織等公正機構認證，其出生日期與真實壽命備受質疑。

## 生平
呂紫劍生平事蹟多為個人自述,並無相關事物可供證明，或多為偽造事證。
如：他曾出示一張馮玉祥寫給他的書信，內容寫到「紫劍吾弟 你昨日 比武將馬竭尔的鏢 師打傷吐血 打得好 打的疼快替中國人 掦眉吐氣太好了 但獨夫媚外 弟要小心....兄馮玉祥 六月 三日」。字跡卻與馮玉祥慣用字體完全不符，卻有十分相似呂紫劍之字體。
註：原信確實書寫諸多異體字,如「掦」(揚)眉吐氣、馬竭「尔」(爾)。

### 清朝末年時期
1893年，光绪農曆10月15日（阳历11月22日），生於湖北省宜昌城區大南門外正街14號，家族為習武世家，原名呂長貴。自傳《祖國繁榮富強是我最大的願望》說是湖北省洪門鎮雁鳴湖畔。
1905年，成為武當名師李國操入室弟子。
1906年，父親因为營救太平天国（也有说法是义和团）將領被當時的清政府抓獲判死刑。處決當天，母親帶著13岁的吕紫剑以及全家來到刑場，鬥智斗勇冒死救出父親。不久，全家移居湖北宜昌。
1908年，在湖北荊門再拜師鐵腿江英學武當長拳，一學又是三年。
1910年，吕紫剑来到上海，与霍元甲相识，霍元甲创办 “中国精武体操会”，吕紫剑为他资助选址，和他结拜为兄弟。不久，霍元甲去世，吕紫剑答应照顾资助他的家人。

### 中華民國時期
1911年，18岁時前往北京，在北京拜八卦掌李长叶及形意拳丁世荣為師。跟李長葉學藝時間長達8年，學成遊身八卦連環掌，日後還成為其第三代傳人。也拜武當山龍門派第十五派輪乙真人的紫霄道長徐本善為師，習內家拳。 

1924年，民生輪船公司董事長盧作孚因不願帝國主義控制長江內河航運權，為奪回中國輪船在長江上的航運，請呂紫劍出手與日本浪人領袖三井秀夫在宜昌校軍場決鬥。三井不是他的对手，被打死，從此呂紫劍被叫「長江大俠」。一說，三井秀夫練的是练跆拳道的，一說是少林武功。比武地點是在籃球場。宜昌報紙登載《號外》：“日本武士籃球場尋釁打傷萬剛，黑虎掏心迎戰教訓三井”。
20年代初，在宜昌臨近濱江大道的二道巷子，活躍著人稱“七十二地煞”的幫派勢力，許多人受盡他們的欺凌。宜昌當地的一些拳師力推呂紫劍為首，義結“三十六天罡”，行俠仗義，很快打垮“七十二地煞”。
1929年，为抗议国民政府打算“废止中医案”，被选为中医医疗组组长。
1931年，沙市紗廠把頭洪老大，人稱“飛天蜈蚣”，憑藉英國主子權勢，霸占民女，魚肉工友。沙市武林請來呂紫劍，結果洪老大被打死。
1937年，44岁的呂紫劍親歷南京大屠殺，最終裝扮成郎中，才逃過一劫，因此絕不收日本人為徒。抗战期间，他在重庆曾任國民政府军事委员会总裁侍从室少将国术教官，為蔣介石侍衛“十三太保”的武術教練。
1945年，蔣介石與马歇尔進行一輪談判後，馬歇爾提出美中雙方各出一個人比拳術。馬歇爾派出保镖汤姆·纽汉（Tom Newham），中方派出呂紫劍。汤姆稱所有中國人都不是對手，揚言打敗所有中國人。比武地在重慶南岸黃山——蔣介石公館前，呂紫劍以八卦掌一掌就將湯姆打死。蔣介石大怒當場宣布呂紫劍撤職反省，從少將降職到少校。

### 中華人民共和國時期
1958年，在喀喇崑崙山第五工程局新藏公路築路隊時，吕紫剑用氣功加針灸療法，將一百多個患惡性夜盲症和大便秘結患者治愈。
在文化大革命時期中，他被打成“反革命分子”，在新疆劳改十多年。
1968年，在阿克蘇，一名维吾尔族姑娘與漢族青年新婚之夜突患奇症，雙雙暈厥，不省人事。聞訊趕到的呂紫劍在查看了病人情況後，用他的針刺療法另闢蹊徑，將二人成功救愈。當地人無不誇他醫術精妙，並稱他為漢族“胡達”。
1979年，在北京體育館少數民族運動上，鄧小平和王恩茂一起觀看四川代表隊表演，眼前的花拳繡腿使鄧小平問起了呂紫劍，有人回答說，呂紫劍早就不在人世。王恩茂答：「沒有，在我那兒呢。」鄧小平說：「呂紫劍是個人物。」，就是這句話，使86歲的呂紫劍獲得了新生，回到重慶與家人團聚。同年返回重庆，被选为市政协委员。
1982年，呂紫劍在江蘇省徐州市舉行的全國名拳師比賽中奪取第一名。
1985年3月，在四川舉行的峨眉山武術精英對抗賽中， 以精湛的武術勇冠群雄，獲得特別金質獎章，並被評為中國特級拳師。
1984年，被特邀為重慶市市中區六屆政協委員。
1986年，呂紫劍在重慶成立“渝州紫劍武術館”，傳授八卦掌、武當劍、火龍掌、滾堂刀等拳術器械，教習武當養生內功，且以中醫傷骨科傳統醫術治病救人。他融匯中醫醫理和多年行醫心得，創立“八卦混元養生功”。呂紫劍也傳授八卦燕翅镋，並對此兵器的中間手柄的護手功能差做提出改進意見。
1993年，吕紫剑在重庆家中庆祝百岁大寿，数百名弟子从全国各地赶来为他祝寿，场面恢宏大气，举世瞩目。 
1997年，香港天罡气功第三代掌门人马志富拜呂紫劍為師学习八卦掌。 
2005年10月18日，在第五届武当太极拳联谊会和赵保太极拳联谊会上，吕紫剑与重庆自然门掌门周文富共同担任评委。

### 逝世
2009年6月的一个深夜，吕紫剑在起夜时不慎跌倒，后脑着地，颅内出血导致昏迷，经过子孙的再三斟酌，决定让他接受手术，手术后死里逃生，一个月后奇迹地康复出院。 
但是，自从那次受伤后，吕紫剑开始被冠心病缠身，记忆力也大大下降。即使如此，从10多岁就开始习武的他每天仍坚持练功，虽然时间上减少了一半，但是一招一式都清晰连贯、标准有力。 
2012年起，吕紫剑病情恶化，开始卧床不起，常常喊头痛。2012年10月21日上午7时，吕紫剑在重慶市南岸区上新街的家中安详辞世，享嵩壽118岁。

## 身后
吕紫剑去世在重庆引起了不小的轰动，除了他武术家的身份外，重庆最长寿老人的身份也让他家喻户晓。10月23日出殡那天，全国各地的友人送来200个花圈。共有一千余名师兄弟前来吊唁师父。因为名气大又好收徒，吕紫剑的徒弟遍布全国，仅重庆就有近千名徒子徒孙。
在追思奠礼上，重庆市体育局武术运动管理中心主任陈代玲代为宣读了国家体育总局武术研究院专家委员会发来的唁电。唁电称：惊悉吕紫剑先生不幸逝世，甚为哀痛，深表悼念！吕紫剑先生是我国著名武术家，国家体育总局武术研究院专家委员会专家，中国武术九段。先生在逾百年的人生履历中，研习传统武术，弘扬武术传统，得武术与医学结合，把武术融入养生，身体力行堪称楷模，为传承武术文化作出了不可磨灭的奉献。

## 奖项和榮耀
- 1982年，全国武术精英赛雄狮金奖。
- 1984年，峨眉山拳师邀请赛特别金奖
- 1985年，国际功法联盟总会会长。
- 1986年，国际气功学会聘为首席顾问。同年还获聘美国加州武当武术开发中心总顾问、副董事长。
- 1994年，国际气功协会首席顾问。
- 2000年，全国健康老人金牌，被国家体育总局、武术管理中心，命名为：“中国武林泰斗”、“长江大侠”、国家武术九段。
- 2005年，10月18日，在第五届武当太极拳联谊会和赵保太极拳联谊会担任评委。
- 任武当武术联合会名誉会长。

## 評價
- 据中国武术协会主席李杰介绍，中国武术段位制实施以来，曾相继向长期工作在武术教学和训练岗位的5位武术家授予了九段段位。吕紫剑是第一位获得九段的民间武术家。
- 徒弟歐力豪表示，其實早已有國內外導演想把呂紫劍的傳奇拍成影視作品，因為老人一向低調，所以一直沒有影視作品問世。歐力豪說，關於師傅的人生經歷，以後要拍成電影[5]。
- 呂紫劍武醫衣缽傳人、長孫女呂舜華現任渝州紫劍武術館館長，五歲習武，曾獲全國武術冠軍。她在悼念呂老現場對記者表示：“爺爺對我輩要求甚嚴，他最恨后人不上進，我一定會牢記他的教誨，努力把中華武術武醫傳承下去，造福社會。”[16]。

## 爭議
對於呂紫劍的質疑，最集中的莫過於118歲的高齡與武術經歷。
“118歲武術高人與霍元甲是好友，曾一拳打死美國武師”的報道引發口水大戰。散打名將李揚就認為這屬於騙局。“通常一般有社會常識的人都可以發現其中的種種破綻。別的不説，單説這位呂老漢洋洋自得地説他曾經以功夫打死過四個人，這就讓人覺得太不可信。文明社會，豈能容他如此無法無天。”李揚認為，呂紫劍如此受熱捧的原因，不過是如今國人的“武俠情結”在作祟。“如此虛假的一條新聞為何能引得人們追捧呢？這可能完全是來自國人的武俠情節。在俠義小説中，俠客們殺了人是完全可以不負任何責任的。因為人們深陷這種成年人的童話中不能自拔，所以才會讓這個一百多歲的老人把自己打扮成可以隨意殺人的當代武林泰斗而走紅網路。”
媒體分析大眾對大俠的迷思，在於滿足英雄崇拜和皇帝夢，打洋人還能平衡國人的民族主義，並提出以下質疑：
- 从1986年《宜昌市文史資料第5輯》中龍源甫所著《宜昌武術記略》記載:「呂長貴（呂紫劍）係江英得意門徒......他現任重慶八卦掌研究會負責人，已经七十多歲，留著一嘴長銀鬚，身體仍很健壯。」吕紫剑到1986年时为七十多岁，应该在1907年之后出生[8]，到2012年10月21日去世时寿命不超过104岁。
- 湖北沒有名為洪門鎮、雁鳴湖的地方。
- 1872年4月，石達開餘部李文彩部在貴州大塘覆滅，這是最後一支可以查證的使用太平天國旗號的反清武裝，理論上是最後一支太平軍。1906年，距離太平天國運動結束已過去整整34年[8]。
- 呂紫劍23歲來到北平時已经是1916年，而霍元甲早在1910年时已经去世[8]。
- 何能將日本浪人打敗，就能使西方列強將長江上的河道運輸業拱手讓出？難道侵略者打開晚清大門靠的就是赤手空拳的日本武士[8]？當時有跆拳道[13]？
- 《中華民國南京政府授予將軍全名錄》查無呂紫劍當任過少將。
- 1946年，馬歇爾來華時，與蔣介石是在上海開會，而不是呂紫劍說的重慶[8]。
- 中國武協從無發過“武林泰斗”的證書[8]。

## 家族

### 祖輩
- 祖父呂政德（1840年7月15日－1913年9月1日），官居湖北鎮台，人稱“鑽天鴿子”。
- 祖母吳梅花（1842年2月1日－1945年5月15日）
- 外公倪轀宗（1838年4月25日－1900年10月5日）
- 外婆歐靜蓉（1850年10月1日－1953年2月25日）

### 上輩
- 父親呂正才（1865年5月10日－1945年9月11日），人稱“銀槍太保”。
- 母親倪久英（1868年2月5日－1978年8月25日） ，人稱“屠龍師太”[15]。

### 同輩
- 姐夫李豐方（1878年8月5日－2001年10月8日）
- 大姐吕紫梅（1888年8月8日－）
- 妻子孙翠翠（1898年6月15日－1938年12月25日）
- 妻子刘珍月（1908年8月11日－1940年7月25日）
- 妻子郑灵芸（1912年2月15日－）

### 子輩
- 長女呂建萍（1915年6月15日－）
- 長女婿夏沃（1910年10月5日－2003年12月9日）
- 次女呂建清（1918年5月15日－2012年10月13日）
- 次女婿江田（1914年4月7日－2000年12月25日）
- 長子呂發斌（1925年9月15日－2005年11月25日）
- 長媳劉瓊（1926年10月2日－1967年10月17日）
- 長媳劉潔（1951年9月15日－）
- 三女呂夢月（1945年1月5日－）
- 三女婿姚終（1942年1月2日－）
- 四女呂夢雪（1952年6月22日－）
- 四女婿常衍（1950年3月19日－）

## 外部連結
- CCTV1東方之子長江大俠呂紫劍 影片（页面存档备份，存于）
- 武林探秘第11集 長江大俠呂紫劍 影片（页面存档备份，存于）
- 「長江大俠」呂紫劍生前表演滾躺刀畫面 影片